# Castillo Kokura
El Castillo Kokura (小倉城 Kokura-jō?) es un castillo japonés que se encuentra en Kitakyushu, Japón.

## Historia
El Castillo Kokura fue construido por Hosokawa Tadaoki en 1602. Fue propiedad del clan Ogasawara entre 1632 y 1860. El Castillo se quemó en 1865 en la guerra entre los clanes de Kokura y Chōshū.
Mori Ogai usó el Castillo como base militar en el cambio entre los siglos XIX y XX.
El Castillo fue reconstruido en 1959 y completamente restaurado en 1990. El Museo Seicho Matsumoto y el jardín del Castillo fueron abiertos al público en 1998. El antiguo faro en el viejo estilo japonés aún se encuentra en el castillo.